# 耶日·奥帕拉
耶日·奥帕拉（波蘭語：Jerzy Opara，1948年8月21日—），波兰男子皮划艇运动员。他曾代表波兰参加1972年和1976年夏季奥林匹克运动会皮划艇比赛，其中1976年奥运会获得一枚银牌。